# Newell (Iowa)
Newell és una població dels Estats Units a l'estat d'Iowa. Segons el cens del 2000 tenia 887 habitants.

## Demografia
Segons el cens del 2000, Newell tenia 887 habitants, 361 habitatges, i 237 famílies. La densitat de població era de 274 habitants/km².
Dels 361 habitatges en un 30,5% hi vivien nens de menys de 18 anys, en un 54,3% hi vivien parelles casades, en un 8,3% dones solteres, i en un 34,1% no eren unitats familiars. En el 30,7% dels habitatges hi vivien persones soles el 15,5% de les quals corresponia a persones de 65 anys o més que vivien soles. El nombre mitjà de persones vivint en cada habitatge era de 2,32 i el nombre mitjà de persones que vivien en cada família era de 2,91.
Per edats la població es repartia de la següent manera: un 24,6% tenia menys de 18 anys, un 4,6% entre 18 i 24, un 25,1% entre 25 i 44, un 17,9% de 45 a 60 i un 27,7% 65 anys o més.
L'edat mediana era de 42 anys. Per cada 100 dones de 18 o més anys hi havia 86,9 homes.
La renda mediana per habitatge era de 31.204 $ i la renda mediana per família de 33.594 $. Els homes tenien una renda mediana de 29.886 $ mentre que les dones 19.286 $. La renda per capita de la població era de 13.554 $. Entorn del 9,2% de les famílies i el 8,7% de la població estaven per davall del llindar de pobresa.

## Poblacions més properes
El següent diagrama mostra les poblacions més properes.